# Helmsley Castle
Helmsley Castle (i oldtiden også kendt som Hamlake) er ruinen af en middelalderborg, der ligger i købstaden Helmsley, i North York Moors National Park, North Yorkshire, England.
Den blev opført i træ omkring 1120 af Walter l'Espec.
I 1186 påbegyndte Robert de Ros, søn af Everard de Ros, opførslen af en ny stenborg på stedet.
Den blev ødelagt under den engelske borgerkrig, hvor kavalererne holdt borgen, men måtte bukke under for rundhovedernes belejring.